# Phare de Tréhiguier
Le phare de Tréhiguier est une maison-phare situé dans le village du même nom, sur la commune de Pénestin (Morbihan), sur la rive gauche de la Vilaine. Il a été désactivé en 1987 et abrite aujourd'hui la Maison de la mytiliculture.

## Histoire
Construit en 1881 et mis en service l'année suivante, le phare de Tréhiguier était aligné avec le phare du Scal et permettait de guider les navires dans l'estuaire de la Vilaine. Il était parfois nommé « feu postérieur » (le phare du Scal étant le « feu antérieur »). Il possède une tour de section carrée, de 13 m de hauteur, surmontée d'une toiture pyramidale couverte d'ardoises. La lampe de 6 000 W était disposée au cinquième étage de la tour.
Le phare a été endommagé par les bombardements alliés en décembre 1944, mais a repris du service en 1947. En 1971, il fut automatisé, mais la construction du barrage d'Arzal entraîna un ralentissement de la navigation sur la Vilaine, si bien que le phare de Tréhiguier fut définitivement éteint en 1989.
La commune de Pénestin l'a acquis en 1990, restauré et y a installé sa Maison de la mytiliculture en 1995.